# ISO 3166-2:AG
ISO 3166-2:AG és el subconjunt per a Antigua i Barbuda de l'estàndard ISO 3166-2, publicat per l'Organització Internacional per Estandardització (ISO) que defineix els codis de les principals subdivisions administratives.
Actualment per a Antigua i Barbuda, l'estàndard ISO 3166-2, està format per 6 parròquies i 2 dependències.
Cada codi consisteix en dues parts, separades per un guió. La primera part és AG, el codi ISO 3166-1 alfa-2 per a Antigua i Barbuda. La segona part són dos dígits:
- 03–08: parròquies (totes a l'illa de Antigua)
- 10–11: dependències (a les illes de Barbuda i Redonda)

## Codis actuals
Els noms de les subdivisions estan llistades segons l'ISO 3166-2 publicat per la "ISO 3166 Maintenance Agency" (ISO 3166/MA)
| Codi  | Nom de la subdivisió (en) i (ca) | Tipus de subdivisió |
| ----- | -------------------------------- | ------------------- |
| AG-03 | Saint George                     | Parròquia           |
| AG-04 | Saint John                       | Parròquia           |
| AG-05 | Saint Mary                       | Parròquia           |
| AG-06 | Saint Paul                       | Parròquia           |
| AG-07 | Saint Peter                      | Parròquia           |
| AG-08 | Saint Philip                     | Parròquia           |
| AG-10 | Barbuda                          | Dependència         |
| AG-11 | Redonda                          | Dependència         |